# Feng (Baoji)
Der Kreis Feng (鳳縣 / 凤县,  Fèng Xiàn) gehört zum Verwaltungsgebiet der bezirksfreien Stadt Baoji im Westen der chinesischen Provinz Shaanxi. Er hat eine Fläche von 3187 Quadratkilometern und zählte Mitte 2021 rund 90.900 registrierte Einwohner. Der zu 80,4 % von Wald bedeckte Kreis liegt am Südhang des Qin-Ling-Gebirgszugs. Seine höchste Erhebung ist mit 2739 m der Toumaju (透马驹峰) an der Grenze zu Gansu, die tiefste Stelle mit 915 m liegt im Tal des Wangyu (旺峪河) im Südwesten des Kreisgebiets. Sein Hauptort ist die Großgemeinde Shuangshipu (双石铺镇).

## Geschichte

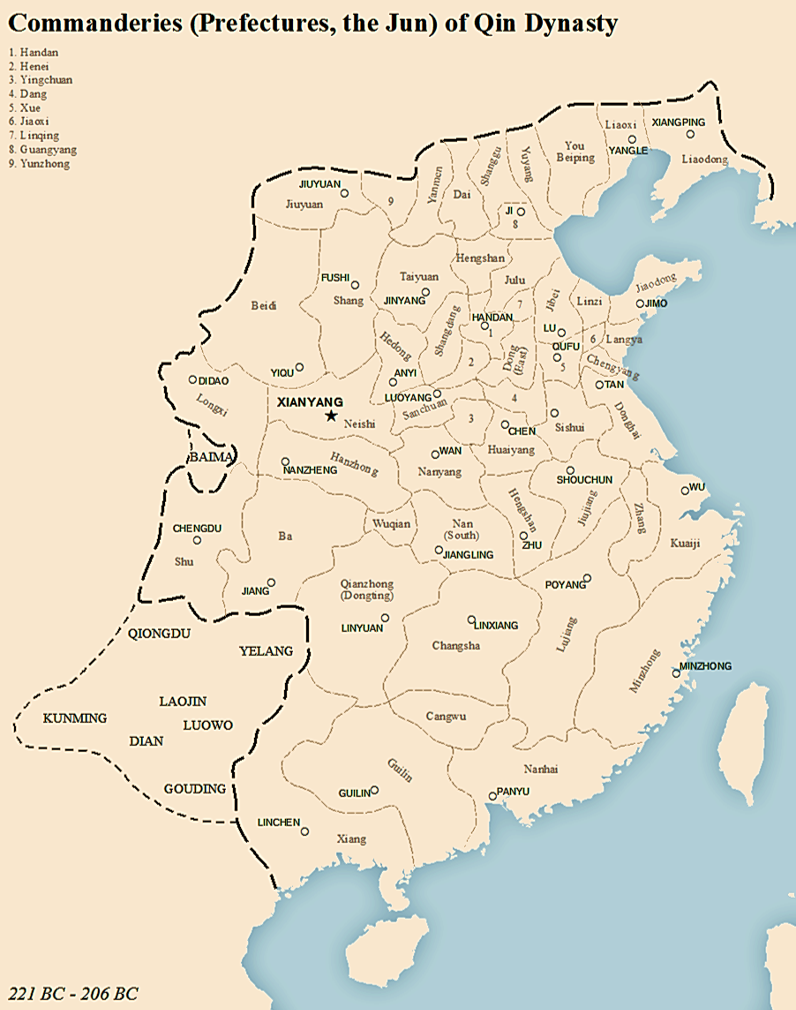
Kommandanturen der Qin-Dynastie. Longxi liegt westlich der Hauptstadt Xianyang.

Während der Qin-Dynastie (221–207 v. Chr.) gehörte der dünn besiedelte Kreis, damals unter dem Namen Gudao (故道县), zur Kommandantur Longxi (陇西郡) an der Grenze zum Gebiet der Qiang-Stämme. Liu Bang, der Gründer der Han-Dynastie teilte nach der Machtübernahme im Jahr 207 v. Chr. den Süden der Kommandantur Longxi ab und gründete im heutigen Sichuan die Kommandantur Guanghan (广汉郡), der Kreis Gudao blieb jedoch bei Longxi. Kaiser Liu Che gründete im Jahr 111 v. Chr. aus dem südlichen Teil von Longxi und dem nördlichen Teil von Guanghan die Kommandantur Wudu (武都郡); der Kreis Guangdao wurde der neuen Kommandantur zugeteilt.
Zu Beginn der Drei Reiche (220–280 n. Chr.) war die Gegend Schauplatz heftiger Kämpfe zwischen Shu Han und der Wei-Dynastie. Nachdem Zhuge Liang im Jahr 229 die Kommandantur Wudu für Shu (das heutige Sichuan) erobert hatte, bildete der Kreis Gudao die Grenze zum nördlich angrenzenden Wei. Auf dem Gebiet von Wei siedelten damals die Di (氐), ein wohl türkischer Stamm, dessen jeweiliger Führer von Wei mit dem Titel „Prinz“ (王) belehnt worden war. Nachdem zunächst Wei im Jahre 263 Shu erobert und dann Kanzler Sima Yan im Jahr 265 den letzten Herrscher von Wei abgesetzt und die Westliche Jin-Dynastie gegründet hatte, machte sich der Di-Häuptling Yang Maosou (杨茂搜) 296 selbstständig und gründete in der Kommandantur Wudu das „Königreich Zhouchi“ (仇池国). Erst 441 eroberte Kaiser Tuoba Tao (408–452) die Kommandantur für die Nördliche Wei-Dynastie (385–535) zurück. Als Bollwerk gegen die Di gründete er, wie damals überall an den Grenzen des Reichs, eine befestigte Garnisonsstadt, die heutige Großgemeinde Fengzhou und verlegte den Sitz der Kreisregierung dorthin. 
Nachdem die Jurchen 1127 Kaifeng erobert und den chinesischen Kaiser gefangen genommen hatten, zog sich Prinz Zhao Gou mit dem Hofstaat nach Süden zurück und rief Hangzhou zur neuen Hauptstadt aus. 1138 schloss die Südliche Song-Dynastie zwar einen Friedensvertrag mit der Jin-Dynastie der Jurchen, den letztere aber 1140 wieder brachen. Im 11. Monat nach dem Mondkalender des 11. Jahres der Regierungsdevise Shaoxing, also im Dezember 1141, wurde schließlich der Shaoxing-Friede (绍兴和议) geschlossen, in dem beide Staaten den Kamm des Qin-Ling-Gebirgszugs als Grenze vereinbarten, mit einem Grenzposten auf dem Dasan-Pass an der heutigen Staatsstraße 212 von Baoji nach Fengzhou. Damit blieb der Kreis Feng, 1175 zur Präfektur hochgestuft und der Oberpräfektur Xingyuan (兴元府, das heutige Hanzhong) unterstellt, bei China. 
Nachdem die Mongolen sowohl Jin als auch China besiegt und Kublai Khan 1271 die Yuan-Dynastie gegründet hatte, übernahmen sie das chinesische Verwaltungssystem; Feng blieb als Präfektur bei Xingyuan. Im Jahr 1374, zu Beginn der Ming-Dynastie, wurde Feng wieder zum Kreis herabgestuft. Der Verwaltungssitz blieb in Fengzhou, auch nachdem die Gegend am 27. November 1949 von der Kuomintang-Herrschaft befreit und dem damaligen Untergebiet Baoji des Grenzgebiets Shaanxi-Gansu-Ningxia (陕甘宁边区宝鸡分区) unterstellt worden war. Erst am 1. Juni 1951 wurde der Sitz der Kreisregierung in die Großgemeinde Shuangshipu verlegt, wo er sich bis heute befindet.

## Administrative Gliederung
Auf Gemeindeebene setzt sich der Kreis aus neun Großgemeinden zusammen. 
Diese sind:
| Großgemeinde Fengzhou (凤州镇); Großgemeinde Hekou (河口镇); Großgemeinde Honghuapu (红花铺镇); Großgemeinde Huangniupu (黄牛铺镇); Großgemeinde Liufengguan (留凤关镇); | Großgemeinde Pingkan (坪坎镇); Großgemeinde Pingmu (平木镇); Großgemeinde Shuangshipu (双石铺镇), Sitz der Kreisregierung; Großgemeinde Tangzang (唐藏镇). |